# Matthieu Gauthy
Matthieu Gauthy, né le 9 mars 1981, est un dessinateur de presse, caricaturiste, illustrateur et auteur de bande dessinée belge francophone.

## Biographie

### Jeunesse et formation
Matthieu Gauthy naît le 9 mars 1981.
Il est issu d'un père travaillant à la centrale nucléaire de Tihange et d'une mère engagée écologiquement.
Il suit une formation artistique à l’École supérieure des arts Saint-Luc de Liège d'où il sort diplômé en 2004.
Il rejoint l'équipe formée autour de Jacques Martin aux éditions Casterman.
C'est en artiste multidisciplinaire qu'il expose à Ans en 2008. Sa technique de prédilection étant l'aquarelle. Parallèlement, il publie des strips dans Le Journal des enfants et il réalise des travaux publicitaires. 
En 2010, il devient caricaturiste à La Meuse du groupe Sudpresse où il anime chaque samedi la rubrique Le Zygomaton.
En 2012, il est également enseignant et anime un atelier de bande dessinée pour les jeunes.
Il suit les grands procès d'assise pour la chaîne de télévision RTL TVI.
Lors de l'attentat contre Charlie Hebdo, il est doublement choqué car il connaissait les dessinateurs et que sa profession est directement visée. Lors d'une interview, il conte les menaces dont il a lui-même fait l'objet. 
Il sort Le Zygomaton Rififi à Huy-Waremme, un recueil de 125 dessins sur les 500 caricatures sur l'actualité régionale qu'il a produit en 10 ans publié aux Éditions Heyne en 2020.
L'année suivante, il réalise seul un one shot Tihange Un village en sursis aux mêmes éditions. L'ouvrage consacré au village de Tihange et sa centrale étant à la fois historique et contemplatif,.

## Vie privée
Il vit et travaille à Tihange.

## Œuvres

### Recueil de dessins
- Le Zygomaton Rififi à Huy-Waremme[4], Éditions Heyne, 2020
Scénario, dessin et couleurs : Matthieu Gauthy -  (ISBN 9782931113004)

### Bande dessinée

#### comme dessinateur
- Tihange Un village en sursis[7],[8],[2], Éditions Heyne, 2021
Scénario, dessin et couleurs : Matthieu Gauthy -  (ISBN 9782931113011)

#### comme coloriste
Alix
- 26. L'Ibère, Casterman, Bruxelles, novembre 2007
Scénario : Jacques Martin, Patrick Weber, François Maingoval - Dessin : Christophe Simon - Couleurs : Matthieu Gauthy, Thierry Faymonville, Hilde Manhaeve, Christophe Fumeux -  (ISBN 978-2-203-31226-5)

Les Voyages d'Alix
- 27. La Chine, Casterman, Bruxelles, mai 2008
Scénario : Jacques Martin - Dessin : Erwin Drèze - Couleurs : Matthieu Gauthy -  (ISBN 978-2-203-32932-4)

### Émission de télévision
- "Tihange, un village en sursis": première B.D. pour le caricaturiste Gauthy sur Qu4tre Liège Média, présentation : Sophie Driesen (2 min 9 s), 8 septembre 2021.